# Monte San Valentín
El monte San Valentín (también conocido como monte San Clemente) con una altitud de 4053 m s. n. m. es la montaña de mayor altura de la Patagonia occidental y la más alta al sur de los 40ºS fuera de la Antártida. Está en la cabecera de los Campos de Hielo Norte, entre el lago General Carrera y la laguna San Rafael, en la Región de Aysén del General Carlos Ibáñez del Campo.
El glaciar que cubre el monte San Valentín es el más alto de la región (unos 3900 m s. n. m.), y al tener forma de planicie, es ideal para estudiar cambios climáticos (paleoclimatología) mediante la perforación de sus hielos, convirtiéndose en un importante destino para expediciones científicas.
Es la tercera cumbre más alta de toda la Patagonia, sólo superada por el volcán Domuyo, y el volcán Tromen, casi en el extremo norte de la Patagonia argentina. 